# Ivan Hlinka
Ivan Hlinka (* 26. Januar 1950 in Most; † 16. August 2004 in Karlovy Vary) war ein tschechischer Eishockeyspieler und -trainer.
Hlinka, der den Spitznamen Šéf („Chef“) trug, absolvierte als Spieler 256 Länderspiele für die Tschechoslowakei und erzielte dabei 132 Tore. Er nahm an elf Weltmeisterschaften und zwei olympischen Eishockeyturnieren teil. Als Trainer führte er Tschechien 1998 zum bisher einzigen Olympiasieg.

## Karriere als Spieler
Ivan Hlinka begann mit sechs Jahren in der Nachwuchsmannschaft von CHZ Litvínov Eishockey zu spielen. Mit 16 Jahren wurde er zum Spieler in deren Ligamannschaft berufen. Mit 20 Jahren wurde Hlinka Mannschaftskapitän und in die tschechoslowakische Eishockeynationalmannschaft berufen. Während seiner sportlichen Laufbahn studierte er in Prag an der Wirtschaftshochschule und war an der Sportfakultät im Studiengang als Mannschaftstrainer eingeschrieben. Als Spieler wurde er mit dem tschechoslowakischen Team dreimal Eishockeyweltmeister: 1972 in Prag, 1976 in Katowice und 1977 in Wien. Hlinka spielte bei elf Weltmeisterschaften (1970–1981) sowie beim Canada Cup 1976 für die Tschechoslowakei. Hinzu kommen zwei Teilnahmen an den Olympischen Spielen. Er gewann 1972 in Sapporo die Bronze- und 1976 in Innsbruck die Silbermedaille.
Von 1977 bis 1980 war Hlinka Kapitän der tschechoslowakischen Nationalmannschaft und gewann 1978 die Auszeichnung Zlatá hokejka (deutsch Goldener Eishockeyschläger). In dem Jahr wurde er auch zum Center des All-Star-Teams bei der Eishockey-Weltmeisterschaft 1978 gewählt.
In der tschechoslowakischen Eishockeyliga spielte Hlinka insgesamt 15 Spielzeiten und absolvierte 525 Spiele, in denen er 342 Tore erzielte. 1981 ging er für zwei Jahre in die nordamerikanische NHL, wo er bis 1983 bei den Vancouver Canucks engagiert war. Seine aktive Spielerkarriere beendete er nach einer zweijährigen Verpflichtung bei dem schweizerischen Verein EV Zug im Jahr 1985.

## Karriere als Trainer
Nach der Beendigung seiner Spielerlaufbahn wurde Hlinka 1985 Trainer bei CHZ Litvínov und blieb mit zwei Unterbrechungen bis 1998 auf dieser Position. Von Juli bis November 1989 war er Trainer beim deutschen Erstligisten EHC Freiburg.
Im Jahr 1991 wurde er erstmals Trainer der Nationalmannschaft, zunächst noch für das Team der Tschechoslowakei, von 1993 dann für Tschechien. Unter seiner Leitung erreichte das Team 1992 bei den Olympischen Winterspielen und bei der Eishockeyweltmeisterschaft den dritten Platz. Nach zwei erfolglosen Jahren resignierte er 1994 nach dem siebten Platz (und damit schlechtesten Ergebnis einer tschechoslowakischen oder tschechischen Nationalmannschaft bei Weltmeisterschaften überhaupt) und ging eine Verpflichtung in Italien ein. 1997 übernahm er erneut die Nationalmannschaft, die unter seiner Leitung bei der Weltmeisterschaft in Deutschland den dritten Platz belegte. 1998 begann die von vielen als goldene Ära bezeichnete Phase von Hlinkas Karriere: Der Goldmedaille bei den Olympischen Winterspielen 1998 im japanischen Nagano folgte der Gewinn der Weltmeisterschaft 1999.
Im Jahr 2000 wurde Hlinka von den Pittsburgh Penguins verpflichtet und war damit erster europäischer Trainer in der NHL überhaupt. Nach einigen erfolglosen Spielen in Serie wurde das Engagement Anfang 2001 gelöst und Hlinka kehrte nach Tschechien zurück. Er wurde 2001 Generalmanager der tschechischen Nationalmannschaft. Nach den Olympischen Winterspielen 2002 in Salt Lake City trainierte er für eine Saison das russische Team HK Avangard Omsk.
2002 wurde er als Spieler in die IIHF Hall of Fame eingeführt. Im selben Jahr erhielt Hlinka die Ehrenbürgerschaft seiner Heimatgemeinde Louka u Litvínova.

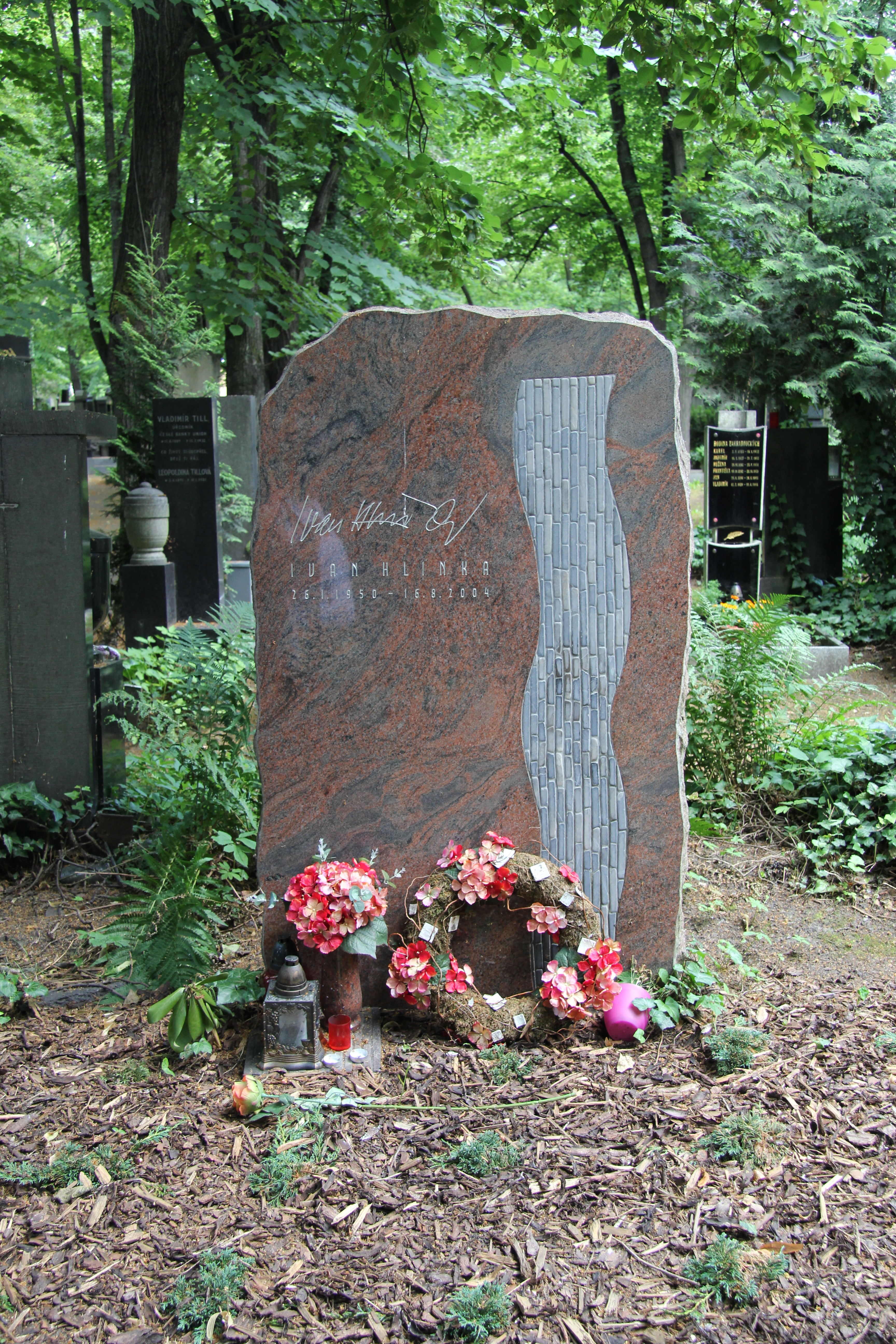
Grab von Ivan Hlinka

Im Mai 2004 wurde Hlinka erneut zum Nationaltrainer ernannt und sollte das Team nach dem schlechten Abschneiden während der Weltmeisterschaft im eigenen Land zu einem besseren Abschneiden beim World Cup of Hockey führen. Im August 2004 wurde er für sein Lebenswerk ausgezeichnet, als Hlinka im Rahmen der Verleihung des Goldenen Eishockeyschlägers der Titel Tschechische Eishockeylegende verliehen wurde. Bei der Rückkehr von dieser Veranstaltung prallte sein Wagen in der Nähe von Karlovy Vary unverschuldet frontal mit einem entgegenkommenden Lastwagen zusammen. Hlinka war zunächst bei Bewusstsein, aber sein Zustand verschlechterte sich und er erlag später am 16. August 2004 seinen Verletzungen. Es gab Kritik an den behandelnden Ärzten. Die Untersuchung stellte fest, dass Hlinka nicht angeschnallt war, ergab jedoch, dass auch der Sicherheitsgurt sein Leben nicht hätte retten können.

## Ehrungen
- Ihm zu Ehren wurde nach seinem Tod das Eisstadion des HC Litvínov in Zimní stadion Ivana Hlinky umbenannt.
- Seine Rückennummer 21 bei der tschechischen Nationalmannschaft ist für immer ihm vorbehalten und seither gesperrt.